# Astragalus antoninae
Astragalus antoninae es una especie de planta del género Astragalus, de la familia de las leguminosas, orden Fabales.
Fue descrita científicamente por J. S. Grigorjev.